# Палгхат
Палгха́т, Палакка́д (малаял. പാലക്കാട്, англ. Palakkad) — город в индийском штате Керала. Административный центр округа Палгхат.

## География
Средняя высота над уровнем моря — 84 метра. Близ города расположен широкий Палгхатский проход, отделяющий самую южную часть Западных Гатов от северной части системы.

## Демография
По данным всеиндийской переписи 2001 года, в городе проживало 130 736 человек, из которых мужчины составляли 49 %, женщины — соответственно 51 %. Уровень грамотности взрослого населения составлял 81 % (при общеиндийском показателе 59,5 %).